# All-American Girl
«All-American Girl» — песня американской кантри-певицы Кэрри Андервуд, вышедшая 17 декабря 2007 года в качестве второго сингла с её второго студийного альбома Carnival Ride (2007). Авторами песни выступили Андервуд, Эшли Горли и Kelley Lovelace. Сингл стал шестым чарттоппером Андервуд в кантри-чарте Hot Country Songs. Песня получила несколько наград и номинаций.

## История
Музыкальное видео для «All-American Girl» снял режиссёр Роман Уайт.
К 2015 году тираж «All-American Girl» превысил 1,8 млн копий в США.

## Чарты

### Еженедельные чарты
| Чарт (2007-08)                      | Высшая позиция |
| ----------------------------------- | -------------- |
| Канада (Billboard Canadian Hot 100) | 45             |
| Канада (Billboard Country)          | 1              |
| США (Billboard Hot 100)             | 27             |
| США (Billboard Hot Country Songs)   | 1              |

### Итоговые годовые чарты
| Чарт (2008)                    | Позиция |
| ------------------------------ | ------- |
| США (Country Songs, Billboard) | 24      |

## Сертификации
| Регион                                                                      | Сертификация  | Продажи   |
| --------------------------------------------------------------------------- | ------------- | --------- |
| США (RIAA)                                                                  | 2× Платиновый | 2,000,000 |
| Данные о продажах + прослушиваниях приведены только на основе сертификации. |               |           |

## Награды и номинации

### 2008 CMT Online Awards
| Год  | Номинируемая работа | Категория                              | Результат |
| ---- | ------------------- | -------------------------------------- | --------- |
| 2008 | «All-American Girl» | Most-Streamed Country Song of the Year | Победа    |

### 2008 BMI Awards
| Год  | Номинируемая работа | Категория                                 | Результат |
| ---- | ------------------- | ----------------------------------------- | --------- |
| 2008 | «All-American Girl» | Songwriter of the Year (Carrie Underwood) | Победа    |

### 2010 CMA Triple Play Awards
| Год  | Номинируемая работа | Категория                                                   | Результат |
| ---- | ------------------- | ----------------------------------------------------------- | --------- |
| 2010 | «All-American Girl» | Triple-Play Songwriter (along with «So Small», «Last Name») | Победа    |